# Евкомія в'язолиста
Евкомія в'язолиста (Eucommia ulmoides) - являє собою невелике дерево родом з Китаю. Занесена в Червоний список МСОП видів, близьких до загрозливого. Її кора широко використовується в Китаї, тому цінується в Китайській Народній медицині.

## Опис
Дерева Евкомії досягають заввишки до 15 метрів. Листки чергові, черешкові, еліптичні або яйцеподібні, біля основи ширококлиноподібні або круглі, дрібнозубчасті, знизу опушені. Довжина листків - 8-16 см. Квітки одностатеві, без оцвітини. З'являються до розпускання листків або разом з ними в квітні. Плодоносить у вересні—жовтні. Плоди крилаті, виїмчасті на верхівці. В листках і корі є гутаперча.

## Розподіл
Евкомію в'язолисту іноді вирощують в ботанічних та інших садах Європи, Північної Америки. Евкомія є холодостійким (до -30 °C) каучуковим деревом.

## Застосування
З лікувальною метою використовується кора. У Китаї препарати з евкомії застосовують при лікуванні нирок, печінки, подагри, а також як тонізуючий і збуджуючий засіб. В Абхазії, де евкомія широко культивується, відвар з кори п'ють при склерозі серця і набряканні ніг.